# 도노쇼정 (지바현)
도노쇼정(일본어: 東庄町 도노쇼마치[*])은 일본 지바현 가토리군의 정이다.

## 지리
지바현의 북동부, 가토리군의 동쪽 끝에 위치하고 도네강을 경계로 이바라키현과 접하고 있다.
시모사 대지의 동쪽 끝으로 가까운 구릉지대를 사이에 둔다. 북측으로 도네강 기슭의 저지, 남쪽으로 구주쿠리 평야의 북변을 포함한다. 서북쪽은 사사가와 지구 주변만 평탄지이고 대부분이 대지이다. 또 곳곳에 골짜기 밭이 뒤얽혀 있다. 해발은 평균 40~50m이고 최고 56.5m이다.

## 역사
- 1889년 4월 1일 - 정촌제 시행으로 사사가와촌, 가쿠미촌, 다치바나촌, 도조촌 등 4개 촌이 탄생하였다.
- 1955년 7월 20일 - 지바현 가토리군 사사가와정, 가쿠미촌, 다치바나촌, 도조촌 등 1정 3촌이 합병해 도노쇼정이 탄생하였다.

## 인구
| 연도 | 인구   | ±%     |
| ---- | ------ | ------ |
| 1920 | 13,202 | —      |
| 1930 | 14,146 | +7.2%  |
| 1940 | 15,066 | +6.5%  |
| 1950 | 18,631 | +23.7% |
| 1960 | 16,754 | −10.1% |
| 1970 | 14,857 | −11.3% |
| 1980 | 18,205 | +22.5% |
| 1990 | 17,988 | −1.2%  |
| 2000 | 17,063 | −5.1%  |
| 2010 | 15,161 | −11.1% |

## 교통

### 철도
- 동일본 여객철도 나리타선

### 도로
- 국도 356호선